# Karagandy

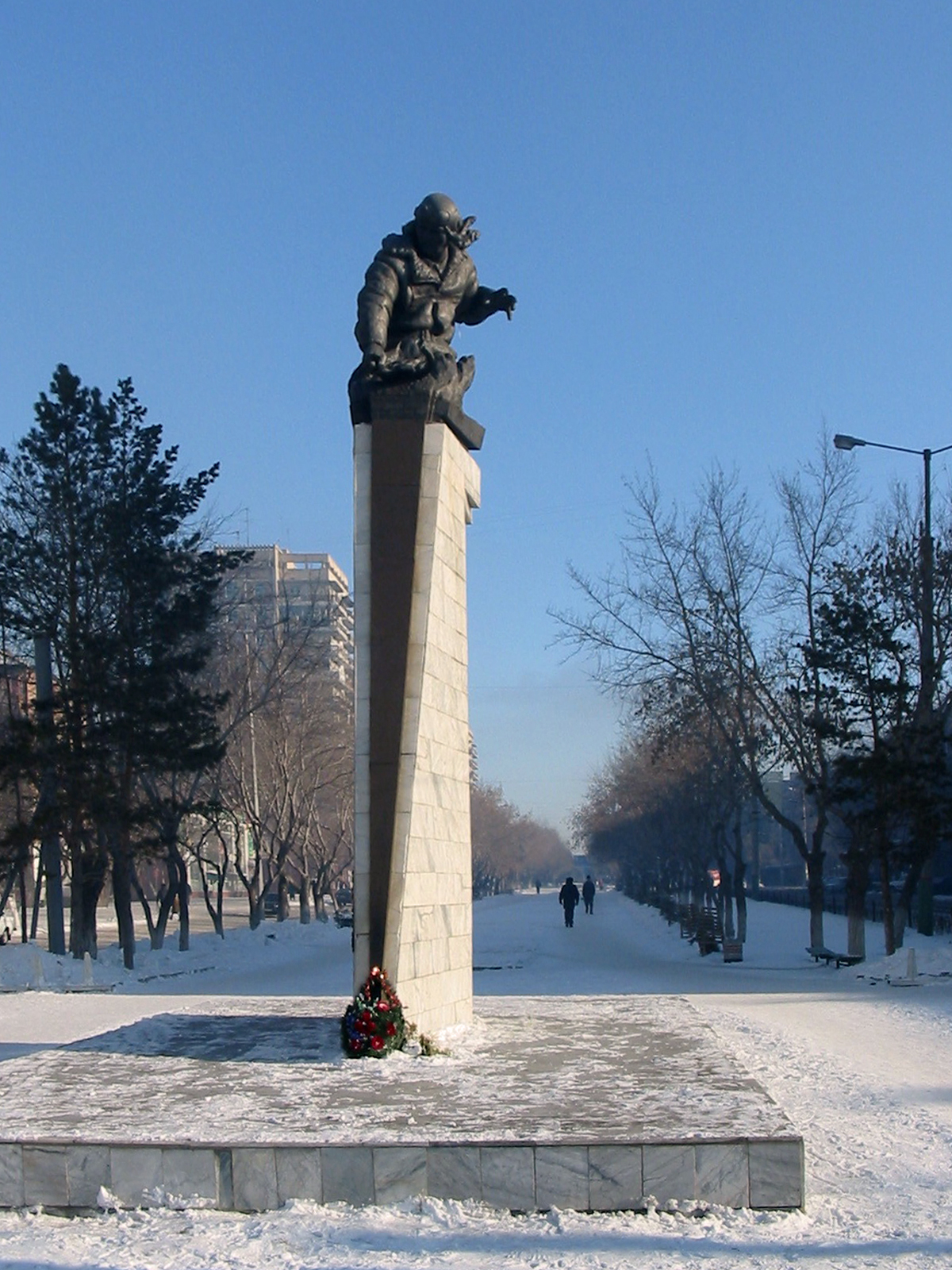
Tượng Nurken Abdirov ở Karaganda

Karagandy (tiếng Kazakh: Қарағанды / Qarağandı), phổ biến hơn với tên tiếng Nga Karaganda là thành phố tỉnh lỵ tỉnh Karagandy. Dân số theo điều tra ngày 1 tháng 1 năm 2010 là 471.800 người, là thành phố đông dân thứ tư tại Kazakhstan sau Almaty (Alma-Ata), Astana và Shymkent..
Trong những năm 1940, có đến 70% dân số của thành phố là người dân tộc Đức. Hầu hết người Đức là cộng đồng Đức Volga Xô viết bị trục xuất sang Siberia và Kazakhstan theo lệnh của Stalin khi Hitler xâm lược Đông Ba Lan bị nhập vào Liên Xô và một phần Liên Xô trong năm 1941. Cho đến những năm 1950, nhiều người trong số những người bị trục xuất làm việc trong các trại lao động, đơn giản chỉ vì họ là người gốc Đức.
Dân số của Karaganda giảm 14% 1989-1999 sau Liên Xô tan rã; nó đã từng là thành phố lớn thứ hai của Kazakhstan sau Almaty. Một trăm ngàn người kể từ đó đã di cư sang Đức. Ngoài ra còn có một sự tập trung của dân tộc Ba Lan trong thành phố.
Đây là thành phố quê hương của anh hùng Kazakhstan trong thế chiến II Nurken Abdirov. Một bức tượng tôn vinh Abdirov tọa lạc tại trung tâm của thành phố.

## Địa lý

### Khí hậu
Karagandy có khí hậu lục địa ẩm (phân loại khí hậu Köppen Dfb) với mùa hè ấm áp trong khi mùa đông rất lạnh. Lượng mưa khá thấp trong suốt cả năm và rơi nhiều hơn vào mùa hè. Nhiệt độ thấp nhất từng được ghi nhận tại đây là −42,9 °C (−45,2 °F) trong khi nhiệt độ cao kỷ lục là 40,2 °C (104,4 °F).
| Dữ liệu khí hậu của Karagandy           | Dữ liệu khí hậu của Karagandy | Dữ liệu khí hậu của Karagandy | Dữ liệu khí hậu của Karagandy | Dữ liệu khí hậu của Karagandy | Dữ liệu khí hậu của Karagandy | Dữ liệu khí hậu của Karagandy | Dữ liệu khí hậu của Karagandy | Dữ liệu khí hậu của Karagandy | Dữ liệu khí hậu của Karagandy | Dữ liệu khí hậu của Karagandy | Dữ liệu khí hậu của Karagandy | Dữ liệu khí hậu của Karagandy | Dữ liệu khí hậu của Karagandy |
| Tháng                                   | 1                             | 2                             | 3                             | 4                             | 5                             | 6                             | 7                             | 8                             | 9                             | 10                            | 11                            | 12                            | Năm                           |
| --------------------------------------- | ----------------------------- | ----------------------------- | ----------------------------- | ----------------------------- | ----------------------------- | ----------------------------- | ----------------------------- | ----------------------------- | ----------------------------- | ----------------------------- | ----------------------------- | ----------------------------- | ----------------------------- |
| Cao kỉ lục °C (°F)                      | 6.2 (43.2)                    | 7.0 (44.6)                    | 22.3 (72.1)                   | 30.6 (87.1)                   | 35.6 (96.1)                   | 39.1 (102.4)                  | 39.6 (103.3)                  | 40.2 (104.4)                  | 37.4 (99.3)                   | 27.6 (81.7)                   | 18.9 (66.0)                   | 11.5 (52.7)                   | 40.2 (104.4)                  |
| Trung bình ngày tối đa °C (°F)          | −8.7 (16.3)                   | −7.7 (18.1)                   | −1.4 (29.5)                   | 12.0 (53.6)                   | 20.1 (68.2)                   | 25.6 (78.1)                   | 26.8 (80.2)                   | 25.4 (77.7)                   | 19.2 (66.6)                   | 10.5 (50.9)                   | −0.2 (31.6)                   | −6.8 (19.8)                   | 9.6 (49.3)                    |
| Trung bình ngày °C (°F)                 | −12.9 (8.8)                   | −12.7 (9.1)                   | −6.2 (20.8)                   | 5.6 (42.1)                    | 13.3 (55.9)                   | 18.9 (66.0)                   | 20.4 (68.7)                   | 18.6 (65.5)                   | 12.2 (54.0)                   | 4.4 (39.9)                    | −4.8 (23.4)                   | −11.0 (12.2)                  | 3.8 (38.8)                    |
| Tối thiểu trung bình ngày °C (°F)       | −17.1 (1.2)                   | −17.2 (1.0)                   | −10.4 (13.3)                  | 0.1 (32.2)                    | 6.9 (44.4)                    | 12.3 (54.1)                   | 14.3 (57.7)                   | 12.3 (54.1)                   | 6.1 (43.0)                    | −0.3 (31.5)                   | −8.6 (16.5)                   | −15.1 (4.8)                   | −1.4 (29.5)                   |
| Thấp kỉ lục °C (°F)                     | −41.7 (−43.1)                 | −41.0 (−41.8)                 | −34.7 (−30.5)                 | −24.0 (−11.2)                 | −9.5 (14.9)                   | −2.3 (27.9)                   | 1.7 (35.1)                    | −0.8 (30.6)                   | −7.4 (18.7)                   | −19.3 (−2.7)                  | −38 (−36)                     | −42.9 (−45.2)                 | −42.9 (−45.2)                 |
| Lượng Giáng thủy trung bình mm (inches) | 24 (0.9)                      | 22 (0.9)                      | 22 (0.9)                      | 26 (1.0)                      | 41 (1.6)                      | 36 (1.4)                      | 47 (1.9)                      | 28 (1.1)                      | 21 (0.8)                      | 28 (1.1)                      | 31 (1.2)                      | 26 (1.0)                      | 352 (13.9)                    |
| Số ngày mưa trung bình                  | 1                             | 1                             | 4                             | 9                             | 14                            | 12                            | 14                            | 10                            | 9                             | 9                             | 6                             | 2                             | 91                            |
| Số ngày tuyết rơi trung bình            | 20                            | 19                            | 15                            | 6                             | 1                             | 0                             | 0                             | 0                             | 1                             | 7                             | 15                            | 19                            | 103                           |
| Độ ẩm tương đối trung bình (%)          | 79                            | 78                            | 78                            | 61                            | 54                            | 50                            | 55                            | 52                            | 53                            | 66                            | 77                            | 78                            | 65                            |
| Số giờ nắng trung bình tháng            | 106                           | 142                           | 189                           | 231                           | 297                           | 335                           | 330                           | 303                           | 247                           | 141                           | 108                           | 99                            | 2.528                         |
| Nguồn 1: Pogoda.ru.net                  |                               |                               |                               |                               |                               |                               |                               |                               |                               |                               |                               |                               |                               |
| Nguồn 2: NOAA (đo nắng, 1961–1990)      |                               |                               |                               |                               |                               |                               |                               |                               |                               |                               |                               |                               |                               |

## Thành phố kết nghĩa
- Songpa-gu, Hàn Quốc (từ năm 1994)
- Kamjanske, Ukraina
- Arak, Iran (từ năm 2008)